# Río Seco, San Andrés Nuxiño
Río Seco är en ort i Mexiko.   Den ligger i kommunen San Andrés Nuxiño och delstaten Oaxaca, i den sydöstra delen av landet, 300 km sydost om huvudstaden Mexico City. Río Seco ligger 1 880 meter över havet och antalet invånare är 172.
Terrängen runt Río Seco är huvudsakligen lite kuperad. Río Seco ligger nere i en dal. Runt Río Seco är det glesbefolkat, med 17 invånare per kvadratkilometer. Närmaste större samhälle är San Mateo Sosola, 17,3 km norr om Río Seco. I omgivningarna runt Río Seco växer huvudsakligen savannskog.